# Johanna Beatrix von Dietrichstein

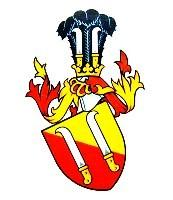
Stammwappen des Hauses Dietrichstein

Gräfin Johanna Beatrix von Dietrichstein (* um 1625 in Wien; † 26. März 1676 in Brünn) war durch Heirat Fürstin von Liechtenstein.

## Biografie
Johanna Beatrix kam als Tochter des Grafen und späteren Fürsten Maximilian von Dietrichstein (1596–1655) und dessen Gemahlin Anna Maria, geborene von Liechtenstein (1597–1638), zur Welt. Bis zu ihrer Vermählung war sie Kammerfrau der Kaiserinwitwe Eleonora.
Am 4. September 1644 heiratete sie in Wien ihren Onkel Fürst Karl Eusebius von Liechtenstein (1611–1684). Aufgrund der nahen Verwandtschaft bedurfte die Eheschließung einer päpstlichen Dispens. Nach den Hochzeitsfeierlichkeiten begab sich das neu vermählte Paar auf eine Wallfahrt nach Mariazell mit der Bitte um Kindersegen. Aus der Ehe gingen elf Kinder hervor.
1662 stiftete sie einen Konvent und ein neues Krankenhaus der Barmherzigen Brüder in Feldsberg. 1665 wurde sie mit ihrer Familie in die Konfraternität des Servitenordens und einige Jahre später in die Gebetsbruderschaft der Jesuiten aufgenommen. Kurz nachdem Kaiser Leopold und dessen Gemahlin Margarita Theresa den Garten und Tierpark des liechtensteinischen Schlosses Eisgrub 1672 besucht hatten, erkrankte sie in Wien schwer. Am 26. März 1676 verstarb sie im fürstlichen Haus in Brünn, das ihr in den letzten Jahren zur zweiten Heimat geworden war. Ihr Leichnam wurde zuerst für die Trauerfeier in die Pfarrkirche nach Feldsberg überführt und danach in der  Familiengruft in Wranau beigesetzt.

## Nachkommen
- Ernst Rochus (1646–1647)
- Eleonora Maria Rosalia (1647–1704) ⚭ 1666 Fürst Johann Seyfried von Eggenberg (1644–1713)
- Anna Maria (1648–1654)
- Johanna Beatrix (1649–1672) ⚭ 1669 Fürst Maximilian II. von Liechtenstein (1641–1709)
- Maria Theresia (1650–1716) ⚭ 1667 Graf Jakob Leslie († 1692); ⚭² 1693 Graf Johann Balthazar von Wagensperg (1642–1693)
- Franz Dominik (*/† 1652)
- Karl Joseph (*/† 1652)
- Franz Eusebius (1654–1655)
- Cäcilie (*/† 1655)
- Johann Adam I. (1657–1712) ⚭ 1681 Gräfin Erdmunda von Dietrichstein (1662–1737)
- Tochter (*/† 1661)